# Davor Domazet-Lošo
Davor Domazet-Lošo (Sinj, 1948. május 1.) horvát író és geopolitikus, katonai stratéga és nyugalmazott tengernagy.

## Élete
Davor Domazet-Lošo 1948-ban született Sinjben. Minden jugoszláv katonai iskolát elvégzett, beleértve a főiskolát, és az akadémiát is. 1987 és 1990 között a Haditengerészeti Körzeti Parancsnokság (Haditengerészet) hírszerzési elemzési és ítéletalkotási osztályának vezetője volt. A JNA haditengerészeténél végzett pályafutása után fregattkapitányként a létrejövő horvát hadsereghez csatlakozott. 1991. július 3-án lett a Nemzetőrség állományának tagja. Hamarosan bekapcsolódott a katonai műveletekbe és megszervezte a katonai hírszerző szolgálatot. A horvát fegyveres erőknél a csatahajó kapitányi rangjából tengernaggyá léptették elő (2000). A Stratégiai Kutatási Iroda főnöke (1991), a Horvát Fegyveres Erők Hírszerző Igazgatóságának vezetője (1992), a vezérkari főnök helyettese, és 1998-2000 között a horvát hadsereg vezérkari főnöke volt. 2000-ben egy tiltakozó nyilatkozat után, amelyben a Horvát Köztársaság akkori elnökét, Stjepan Mesićet azzal vádolta, hogy részt vett a horvátországi háború elbagatellizálásában és kriminalizálásában eltávolították beosztásából. Ezt követően politikával foglalkozott.
Davor Domazet-Lošo a horvát függetlenségi háború kezdetétől a végéig a Horvát Fegyveres Erők főbb hadműveleteinek résztvevője és tervezője volt. 1992-ben Ante Gotovinával együtt a livnói hadszíntér egyik főparancsnoka volt, amely Észak- és Közép-Dalmáciát, valamint Dél-Bosznia-Hercegovinát foglalta magában. Domazet fő katonai stratégiai sikerei közé tartozik a nagy horvát hadműveletek megtervezése Horvátország és Bosznia-Hercegovina területén, valamint az ellenséges hírszerzési struktúrák lebontása és az ellenség táborába, belgrádi főhadiszállásába való behatolás.
Mivel 2000. szeptember 28-án aláírója volt a tizenkét horvát katonai vezető a horvát közvéleményhez írt nyílt levelének, a Horvát Köztársaság akkori elnöke, Stjepan Mesić kényszernyugdíjazta. Azóta horvát napilapokba és folyóiratokba (Hrvatski tjednik és mások) ír. Kolinda Grabar-Kitarović, a Horvát Köztársaság elnöke 2015-ben a Horvát Köztársaság Elnöke Belbiztonsági Tanácsának tagjává nevezte ki.

## A nemzetközi büntetőtörvényszék előtt
Domazet-Lošot 2002-ben a volt Jugoszláviával foglalkozó nemzetközi büntetőtörvényszék (ICTY) képviselői hallgatták ki. 2010 decemberében az Amnesty International kijelentette, hogy a Rahim Ademi és Mirko Norac 2008 májusában lezajlott, a horvát katonák által a „Medaki zseb” hadművelet során elkövetett háborús bűneivel kapcsolatos tárgyalása alapján Domazet-Lošo és felettese, Janko Bobetko parancsnoki felelősséget viselt, és vádat kell emelni ellenük. 2011 januárjában az igazságügyi minisztérium arról számolt be, hogy Domazet-Lošo ügyében nyomozás folyik, de megjegyezte, hogy az ICTY továbbított vele kapcsolatos aktákat, mondván, hogy az ügy előterjesztéséhez hiányoznak a bizonyítékok. Domazet-Lošo ezután sajtótájékoztatót tartott, amelyen visszautasította ezeket a vádakat, és a Horvátországra gyakorolt nyomást az Európai Unióhoz való csatlakozás folyamatában.

## Szakírói munkássága
A hadviselésről, haditengerészetről és tengeralattjárókról szóló számos szakértői cikk mellett (amelyeket a JNA-ban kezdett publikálni) Domazet geostratégiai elemzésekkel katonai elemzőként is kitüntette magát. Legfontosabb munkája a „Hrvatska i veliko ratište” (Horvátország és a nagy csatatér, Zágráb, 2002).
További jelentős könyvei a „Gospodari kaosa” (A káosz urai, 2005), a „Klonovi nastupaju” (A klónok feltűnése, 2007) a „Hrvatski Domovinski rat 1991-1995: strateški pogled” (a Horvát Honvédő Háború 1991-1995: stratégiai áttekintés, 2010) , amely az „új világrend” létrejöttének történetével és jelenlegi valóságával, a honvédő háborúval stratégiai szempontból, valamint Horvátország európai geostratégiai helyzetével foglalkozik.
Domazet-Lošo nyilvánosan foglalt állást számos összeesküvés-elmélet mellett. Az ún. nagy lecserélés elméletének a híve, és úgy véli, hogy a 2015. novemberi párizsi támadásokat meghamisították, hogy félelmet keltsenek a lakosság körében.  Kijelentette, hogy a COVID-19 vírust mesterségesen hozták létre, és a COVID-19 oltás célja egy „azonosító chip” beültetése a páciensbe.

## Fő művei
- Hrvatska i veliko ratište: međunarodne igre na prostoru zvanom bivša Jugoslavija, Udruga sv. Jurja, Zagreb, 2002
- Gospodari kaosa, Udruga sv. Jurja, Zagreb, 2005
- Klonovi nastupaju, Detecta, Zagreb, 2007
- Strategija vučjeg čopora: ili Tko je Hrvatsku pretvorio u veliko lovište, Detecta, Zagreb, 2008
- Hrvatski Domovinski rat 1991. – 1995.: strateški pogled, Udruga Hrvatski identitet i prosperitet – Matica hrvatska, Ogranak Sinj, Zagreb-Sinj, 2010
- Admiralovi zapisi ili O pobjedi i ljubavi, Udruga Hrvatski identitet i prosperitet – Matica hrvatska, Ogranak Sinj, Zagreb-Sinj, 2015
- Hrvatska geopolitička strategija u 21. stoljeću ili "Hrvatsko njihalo", Naklada Benedikta, Velika Gorica, 2016
- Admiralovi zapisi 2: što je istina, Udruga Hrvatski identitet i prosperitet, Zagreb, 2017
- Hrvat jest ratnik, Udruga sv. Jurja, Zagreb, 2020

## Fordítás
- Ez a szócikk részben vagy egészben  a   Davor Domazet-Lošo című horvát Wikipédia-szócikk ezen változatának fordításán alapul.  Az eredeti cikk szerkesztőit annak laptörténete sorolja fel. Ez a jelzés csupán a megfogalmazás eredetét és a szerzői jogokat jelzi, nem szolgál a cikkben szereplő információk forrásmegjelöléseként.
- Ez a szócikk részben vagy egészben  a   Davor Domazet-Lošo című angol Wikipédia-szócikk ezen változatának fordításán alapul.  Az eredeti cikk szerkesztőit annak laptörténete sorolja fel. Ez a jelzés csupán a megfogalmazás eredetét és a szerzői jogokat jelzi, nem szolgál a cikkben szereplő információk forrásmegjelöléseként.